# 合江省 (中国共産党)
合江省（ごうこう-しょう）は中華民国末期に中国共産党が設置した中国共産党革命根拠地。国民政府が設置した松江省と同時代の行政区画名であるため混同されることもあるが、別行政区域。

## 歴史
1945年10月25日、東北地区を支配下に置いた中国共産党は三江地区行政専員公署を設置した。同年11月21 日、三江地区行政専員公署より改編され合江省が成立し、省会がジャムス市に設置され、ジャムス市、東安市及び依蘭県、勃利県、湯原県、樺川県、富錦県、同江県、撫遠県、饒河県、宝清県、綏浜県、蘿北県、仏山県、鶴立県、虎林県、密山県、鶏寧県、林口県の17県を管轄し、ジャムス専区、富錦専区が設置された。
1946年2月、松江省通河県が合江省に移管され、同年4月には東安市及び虎林、密山、鶏寧、林口の4県が新設された綏寧省に移管されると同時にジャムス専区が廃止された。6月、集賢県及び樺南県が新設され、また通河県が再度松江省に移管され富錦専区が廃止、あわせて綏寧省の廃止に伴い東安市、密山県、虎林県、鶏寧県が合江省に移管され東安専区が設置され、1専区、2市、18県を管轄した
1947年になると刁翎県、依東県、双河県、永安県が新設され、第一、第三、第四専区が新設されると同時に東安専区は第二専区と改称されたが、同年7月には第一、第三、第四専区が廃止された。同年8月、第二専区の東安市及び密山、鶏寧、永安（9月撤销）、虎林、宝清、饒河の6県が新設された牡丹江省に移管された。1948年にも行政区画の整理が行われ、1948年末には2市、18県を管轄するようになった。
1949年1月、同江県が富錦県に、刁翎県が林口県に編入され、同年4月21日、東北行政委員会は合江省の廃止と松江省への編入を決定、5月11日に両省が合併した。

## 行政区画
松江省合併直前は下部に1市19県を管轄した。
- 市
  - 佳木斯市
- 県
  - 依蘭県
  - 鶴立県
  - 樺川県
  - 樺南県
  - 鶏西県
  - 虎林県
  - 集賢県
  - 饒河県
  - 綏浜県
  - 刁翎県
  - 同江県
  - 撫遠県
  - 富錦県
  - 宝清県
  - 勃利県
  - 密山県
  - 湯原県
  - 蘿北県
  - 林口県